# ФК Телави
„Телави“ (на грузински: საფეხბურთო კლუბი თელავი) е професионален футболен отбор от град Телави, провинция Кахетия, Грузия. Участник в Еровнули лигата – най-високото ниво на грузинския клубен футбол.

## История
Заради финансови трудности и изпадането му във Втора лига през 2014 година в града е разформирован ФК „Кахети“. През 2016 година бившите играчи на националния отбор Ираклий Вашакидзе, Сосо Гришикашвили и Александър Амисулашвили основават настоящия „Телави“. Играе домакинските си мачове на стадион „Гиви Чохели“, който е предназначен за 12 000 човека. Първото си участие в Суперлигата прави през 2020 година и завършва на шесто място.

## Успехи
- Еровнули лига
  - 6-то (1): 2020, 2021
- Купа Давид Кипиани:
  - 1/2 финал (1): 2018
- Еровнули лига 2
  -  3 място (1): 2019
- Лига 3
  -  3 място (1): 2017